# 왕랑 (신)
왕랑(王郞, ? ~ 24년)은 중국 한나라 시기의 인물로, 본명은 왕창(王昌)이며 조국 한단현(현재의 한단시) 사람이다. 전한 성제의 아들 유자여를 사칭해, 신나라에 대항하는 반란을 일으키고 스스로 황제가 되어 황하 이북을 점거했다.
원래는 복술가로 천문과 역법에 능했는데, 항상 하북에 천자의 기운이 있다고 했다.
왕망이 신나라를 세울 무렵, 무중(武仲)이라는 사람이 전한 성제의 아들 유자여라고 스스로 일컬어 왕망에게 죽은 사건이 있었다. 왕랑은 이를 이용해 자신이 유자여라고 사칭했고, 평간유왕의 아들이자 친분이 있는 임협 유림 등이 대중들에 의혹을 일으키는 한편 조국의 호족 이육(李育), 장참(張參) 등과 공모해 왕랑을 황제로 세우기로 했다.
이 무렵, 적미가 황하를 건넌다는 소문이 퍼지자, 유림 등이 이를 기회로 유자여를 세워야 한다고 했고 많은 백성들이 이를 믿었다. 갱시 원년(23년) 음력 12월, 유림 등이 수백 병거와 기병을 보내 조나라 한단성으로 들어가 옛 조나라 궁궐에 이르렀고, 왕랑을 황제로 세웠다. 유림은 승상이, 이육은 대사마가, 장참은 대장군이 되었다. 장수들을 나눠 보내 유주와 기주를 돌게 했고, 주와 군에 격문을 보내 자신을 따르게 했다. 당시에는 백성들이 한나라를 사모했고, 또 왕랑 등이 속여서 왕망에 맞서 싸우다 죽은 적의가 죽지 않고 자기 편을 든다고 해 조나라 이북, 요동 이서의 모든 지역이 다 왕랑을 따랐다. 유림 외에도 옛 진정왕 유양, 옛 광양왕의 아들 유접 등 여러 전한의 종실들도 왕랑에 호응했다. 그리고 갱시제가 하북을 평정하기 위해 보낸 유수의 목에 현상금을 붙였다. 유수는 왕랑의 편에 선 자들에게 이리저리 쫓겨다녔다.
그러나 이듬해 유수의 반격으로 세력이 역전되어 궁지에 몰렸다. 유수 군이 박인현을 공격했으나 함락되지 않아 거록성으로 옮겨가 공격했으나 태수 왕요(王饒)의 항전으로 함락되지 않자, 방향을 돌려 이번에는 왕랑의 수도 한단성으로 진격해 북문에 주둔했다. 왕랑은 몇 번 성을 나가 요격했으나 이기지 못해 간의대부 두위(杜威)를 보내 항복을 청했으나, 항복 조건인 만호후가 거절당해 없던 일이 됐다. 20여 일 농성 후, 소부 이입(李立)이 배반해 성문을 열어줘 성이 함락되었고, 왕랑은 달아났으나 도중에 죽어 왕패가 그 시체를 베었다.

## 출전
범엽: 《후한서》 권12 왕유장이팽노열전제2 중 왕창